# Даффи, Джон Джозеф
Джон Джозеф Даффи (род. 16 марта 1938) – майор армии США в отставке, 5 июля 2022 года удостоился высшей американской военной награды - медали Почёта за свои действия 14-15 апреля 1972 года в ходе Вьетнамской войны.

## Биография
Вступил в ряды армии в марте 1955 года.
Совершил четыре боевых командировки в Южный  Вьетнам. В 1972 году служил специальным советником в группе 162 (известной как «Красные шляпы») Командования по оказанию военной помощи Вьетнаму
14 апреля 1972 года в ходе наступательной операции «Нгуен Хюэ» Вьетнамской народной армии (PAVN) 320-я дивизия PAVN после ракетного и артиллерийского обстрела  атаковала огневую базу «Чарли» в 10 км от Дак То. Несмотря на авиаудары и огневую поддержку вертолётов 11-й воздушно-десантный батальон под командованием Даффи, оборонявший базу, вынужден был ночью отступить. Несмотря на постоянное преследование противника, Даффи вывел людей к зоне эвакуации и взошёл на вертолёт последним.
После ухода в отставку Даффи стал президентом издательской компании и инвестиционной фирмы, которую купила TD Ameritrade Inc.
Даффи был номинирован на Пулицеровскую премию. Он опубликовал шесть книг поэзии.
27 июня 2022 года было объявлено, что президент США Джо Байден наградит медалью Почёта четверых участников Вьетнамской войны, включая Даффи. Награждение было произведено 5 июля 2022 года, на церемонии в Белом доме.

## Наградная запись к медали Почёта

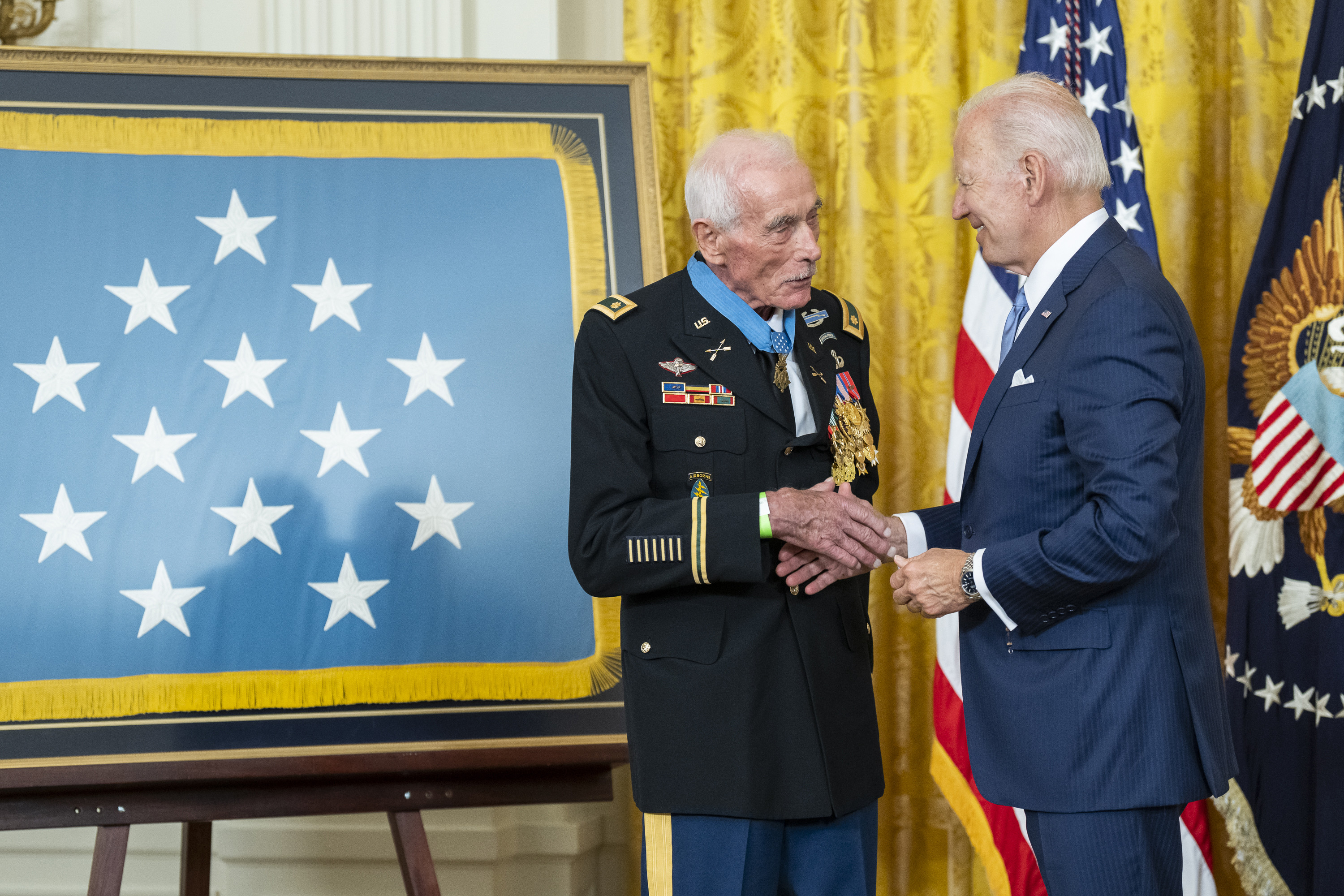
Президент США Джо Байден вручает награду майору Даффи в ходе церемонии в Белом доме, июль 2022 года

Майор Джон Дж. Даффи отличился благодаря мужественным и отважны действиям при выполнении и перевыполнении долга службы будучи приписанным к пятой группе сил специального назначения, служа старшим советником 11-го воздушно-десантного батальона, второй бригады, воздушно-десантной дивизии армии Республики Вьетнам 14-15 апреля 1972 года. За два дня до этого командир 11-го воздушно-десантного батальона был убит, командный пункт батальона был уничтожен, Даффи был дважды ранен но отказался от эвакуации. 14 апреля Даффи руководил обороной огневой базой «Чарли», окружённой вражескими силами численностью до батальона. Утром, после того как провалилась попытка организовать взлётно-посадочную зону для авиации поддержки, он подошёл вплотную к позициям вражеского ПВО для наведения авиаударов. В это время Даффи был снова ранен осколками снаряда из безоткатного орудия и снова отказался от эвакуации. Вскоре после этого противник начал новый артиллерийский обстрел базы и Даффи остался на открытой местности, наводя артиллерию на вражеские позиции, что в итоге подавило вражеский обстрел. По завершении артобстрела Даффи оценил состояние базы и лично проследил за тем, чтобы раненые из дружественных иностранных сил были перемещены на относительно безопасные позиции, а оставшиеся  боеприпасы были должным образом распределены среди оставшихся защитников. Противник с закрытых позиций возобновил обстрел базе, израсходовав около 300 снарядов. Даффи, тем не менее,  оставался на открытой позиции наводя огонь с кораблей по позициям противника. Ближе к вечеру противник предпринял общую атаку со всех сторон и Даффи перемещался с позиции на позицию, чтобы корректировать огонь, выявлять цели для артиллерийских наблюдателей и наводить огонь кораблей по дружественной позиции, которая , в конечном счете, была занята. занята Ранним утром 15 апреля противник устроил засаду на батальон, нанеся дополнительные потери и рассеяв часть боеспособных военнослужащих. Даффи повёл эвакуированных, многие из которых были серьёзно ранены, в установленную зону эвакуации, несмотря постоянное преследование противника. Достигнув места эвакуации, Даффи наводил огонь кораблей по позициям противника и обозначил зону приземления для вертолётов. Только после того, как Даффи убедился, что все эвакуированные находятся на борту, он поднялся на борт, одновременно помогая раненому сотруднику дипломатической службы страны-союзника. Поднявшись на борт, он оказал помощь бортовому стрелку, получившему ранение во время эвакуации. Необычайный героизм и самоотверженность Даффи, выходящие за рамки служебного долга, поддержали высочайшие традиции военной службы и принесли великую честь ему, его подразделению и армии Соединенных Штатов. 
Оригинальный текст (англ.)
Maj. John J. Duffy distinguished himself by acts of gallantry and intrepidity above and beyond the call of duty, while assigned to the 5th Special Forces Group and serving as a senior advisor to the 11th Airborne Battalion, 2nd Brigade, Airborne Division, Army of the Republic of Vietnam in the Republic of Vietnam, on April 14–15, 1972. Two days earlier, the commander of the 11th Airborne Battalion was killed, the battalion command post was destroyed, and Duffy was twice wounded but refused to be evacuated. Then on April 14, Duffy directed the defense of Fire Support Base Charlie, which was surrounded by a battalion-sized enemy element. In the morning hours, after a failed effort to establish a landing zone for resupply aircraft, he moved close to enemy anti-aircraft positions to call in airstrikes. At this time, Duffy was again wounded by fragments from a recoilless rifle round and again refused evacuation. Shortly after, the enemy began an artillery bombardment on the base and he remained in an exposed position to direct gunships onto the enemy positions, which eventually silenced the enemy fire. 
Following the bombardment, Duffy assessed the conditions on the base and personally ensured that wounded friendly foreign forces were moved to positions of relative safety and the remaining ammunition was appropriately distributed to the remaining defenders. The enemy resumed indirect fire on the base, expending an estimated 300 rounds. Nevertheless, Duffy remained in an exposed position to direct gunship fire on the enemy positions. In the late afternoon hours, the enemy began a ground assault from all sides of the firebase, and Duffy moved from position to position to adjust fire, spot targets for artillery observers and, ultimately, to direct gunship fire on a friendly position which had been compromised. During the early morning hours of April 15, the enemy ambushed the battalion, inflicting additional casualties and scattering some of the able-bodied service members. After withstanding the ambush, Duffy led the evacuees - many of whom were significantly wounded - to an established evacuation area, despite being continually pursued by the enemy. Upon reaching the exfiltration site, Duffy directed gunship fire on enemy positions and marked a landing zone for the helicopters. Only after ensuring all of the evacuees were aboard, did Duffy board while also assisting a wounded friendly foreign service member. Once on board, he administered aid to a helicopter door gunner who had been wounded during the evacuation. Duffy's extraordinary heroism and selflessness beyond the call of duty were in keeping with the highest traditions of military service and reflect great credit upon himself, his unit and the United States Army.
— 

### Награды и знаки отличия
Даффи получил следующий награды и знаки отличия:
|                            |  |  |  |  |  |  |  |  |  |  |  |
|                            |  |  |  |  |  |  |  |  |  |  |  |
|                            |  |  |  |  |  |  |  |  |  |  |  |
|                            |  |  |  |  |  |  |  |  |  |  |  |
|                            |  |  |  |  |  |  |  |  |  |  |  |
| Бронзовая звезда за службу |  |  |  |  |  |  |  |  |  |  |  |
|                            |  |  |  |  |  |  |  |  |  |  |  |
|                            |  |  |  |  |  |  |  |  |  |  |  |

| Значок  | Значок боевого пехотинца                                          | Значок боевого пехотинца                                          | Значок боевого пехотинца                                          | Значок боевого пехотинца                                                          | Значок боевого пехотинца                                                          | Значок боевого пехотинца                                                          | Значок боевого пехотинца                                                                   | Значок боевого пехотинца                                                                   | Значок боевого пехотинца                                                                   | Значок боевого пехотинца                                                            | Значок боевого пехотинца                                                            | Значок боевого пехотинца                                                            |
| Значок  | Master Parachutist Badge                                          | Master Parachutist Badge                                          | Master Parachutist Badge                                          | Master Parachutist Badge                                                          | Master Parachutist Badge                                                          | Master Parachutist Badge                                                          | Master Parachutist Badge                                                                   | Master Parachutist Badge                                                                   | Master Parachutist Badge                                                                   | Master Parachutist Badge                                                            | Master Parachutist Badge                                                            | Master Parachutist Badge                                                            |
| 1-й ряд | медаль Почёта повышена с награды Крест «За выдающиеся заслуги»    | медаль Почёта повышена с награды Крест «За выдающиеся заслуги»    | медаль Почёта повышена с награды Крест «За выдающиеся заслуги»    | медаль Почёта повышена с награды Крест «За выдающиеся заслуги»                    | медаль Почёта повышена с награды Крест «За выдающиеся заслуги»                    | медаль Почёта повышена с награды Крест «За выдающиеся заслуги»                    | медаль Почёта повышена с награды Крест «За выдающиеся заслуги»                             | медаль Почёта повышена с награды Крест «За выдающиеся заслуги»                             | медаль Почёта повышена с награды Крест «За выдающиеся заслуги»                             | медаль Почёта повышена с награды Крест «За выдающиеся заслуги»                      | медаль Почёта повышена с награды Крест «За выдающиеся заслуги»                      | медаль Почёта повышена с награды Крест «За выдающиеся заслуги»                      |
| 2-й ряд | Солдатская медаль                                                 | Солдатская медаль                                                 | Солдатская медаль                                                 | Бронзовая звезда с литерой "V" и тремя дубовыми листьямиs (4 звезды за храбрость) | Бронзовая звезда с литерой "V" и тремя дубовыми листьямиs (4 звезды за храбрость) | Бронзовая звезда с литерой "V" и тремя дубовыми листьямиs (4 звезды за храбрость) | Медаль «За похвальную службу»                                                              | Медаль «За похвальную службу»                                                              | Медаль «За похвальную службу»                                                              | Пурпурное сердце с одной серебряной и двумя бронзовыми дубовыми листьями (8 наград) | Пурпурное сердце с одной серебряной и двумя бронзовыми дубовыми листьями (8 наград) | Пурпурное сердце с одной серебряной и двумя бронзовыми дубовыми листьями (8 наград) |
| 3-й ряд | Медаль военно-воздушных сил с номером "6"                         | Медаль военно-воздушных сил с номером "6"                         | Медаль военно-воздушных сил с номером "6"                         | Похвальная медаль                                                                 | Похвальная медаль                                                                 | Похвальная медаль                                                                 | Похвальная медаль (армия) с литерой "V" и двумя дубовыми листьямиs (3 звезды за храбрость) | Похвальная медаль (армия) с литерой "V" и двумя дубовыми листьямиs (3 звезды за храбрость) | Похвальная медаль (армия) с литерой "V" и двумя дубовыми листьямиs (3 звезды за храбрость) | Медаль «За службу в оккупационной армии» за службу в Берлине                        | Медаль «За службу в оккупационной армии» за службу в Берлине                        | Медаль «За службу в оккупационной армии» за службу в Берлине                        |
| 4-й ряд | Медаль «За службу национальной обороне» с одной звездой за службу | Медаль «За службу национальной обороне» с одной звездой за службу | Медаль «За службу национальной обороне» с одной звездой за службу | Медаль экспедиционных вооружённых сил                                             | Медаль экспедиционных вооружённых сил                                             | Медаль экспедиционных вооружённых сил                                             | Медаль «За службу во Вьетнаме» с одной серебряной и одной бронзовой звездой за службу      | Медаль «За службу во Вьетнаме» с одной серебряной и одной бронзовой звездой за службу      | Медаль «За службу во Вьетнаме» с одной серебряной и одной бронзовой звездой за службу      | Army Service Ribbon                                                                 | Army Service Ribbon                                                                 | Army Service Ribbon                                                                 |
| 5-й ряд | Медаль «За службу в резерве вооружённых сил»                      | Медаль «За службу в резерве вооружённых сил»                      | Медаль «За службу в резерве вооружённых сил»                      | Крест «За храбрость» (Южный Вьетнам) с пальмовым листом                           | Крест «За храбрость» (Южный Вьетнам) с пальмовым листом                           | Крест «За храбрость» (Южный Вьетнам) с пальмовым листом                           | Крест «За храбрость» (Южный Вьетнам) с серебряной звездой                                  | Крест «За храбрость» (Южный Вьетнам) с серебряной звездой                                  | Крест «За храбрость» (Южный Вьетнам) с серебряной звездой                                  | Медаль «За кампанию во Вьетнаме» (Южный Вьетнам)                                    | Медаль «За кампанию во Вьетнаме» (Южный Вьетнам)                                    | Медаль «За кампанию во Вьетнаме» (Южный Вьетнам)                                    |
| Значки  | South Vietnamese Parachutist badge                                | South Vietnamese Parachutist badge                                | South Vietnamese Parachutist badge                                | South Vietnamese Parachutist badge                                                | South Vietnamese Parachutist badge                                                | South Vietnamese Parachutist badge                                                | Special Forces Tab                                                                         | Special Forces Tab                                                                         | Special Forces Tab                                                                         | Special Forces Tab                                                                  | Special Forces Tab                                                                  | Special Forces Tab                                                                  |